# Earl Gulick
Earl Gulick (Brooklyn, 29 gennaio 1888 – dicembre 1945) è stato un cantante statunitense, che ebbe una importante carriera internazionale come voce bianca solista agli inizi del Novecento, negli Stati Uniti e in Europa, una delle prime voci bianche ad avere ampia risonanza a livello mediatico prima dello sviluppo delle tecniche di registrazione.

## Biografia
Earl Gulick nasce nel 1888. Era figlio di un dentista. La sua storia comincia in modo non diverso da quella di tanti altri bambini di talento che eccelsero come voci bianche soliste in cori in Europa e negli Stati Uniti. La brevità delle loro carriere limitava la loro fama all'ambito locale e difficilmente la loro individualità era riconosciuta pubblicamente. Gulick nasce però in un'epoca in cui l'intera società cominciava a guardare con più attenzione all'infanzia e ai suoi talenti, inclusi i "Boy Choristers". Per la prima volta la diffusione delle notizie attraverso la stampa e la maggior facilità negli spostamenti rendeva possibile la rapida costruzione di una fama internazionale. Così non appena le sue notevoli doti vocali divengono manifeste nel 1899, i mezzi di comunicazione ne moltiplicano l'eco, facendone in breve un fenomeno mediatico. Il peso esercitato dai media non sfugge ai critici contemporanei che nell'esaltare le doti e la fama del bambino notano anche come egli sia "one of the best advertised boy choristers of the day". Gulick ha grande talento (tanto da guadagnarsi sulla stampa il titolo di "American Nightingale"), ma ha anche trovato in Major James Pond un patrono (e agente) importante ed influente. Il bambino si esibisce non solo nell'area di New York ma anche a Boston dove viene invitato a cantare nei salotti più influenti e prestigiosi della  città. Agli inizi del 1900 arriva l'invito più ambito d'America, quello del Presidente William McKinley, durante una sua visita a New York. Il concerto avviene il 4 marzo 1900 all'Hotel Manhattan nella suite privata del Presidente. Gulick presenta una serie di inni e canzoni accompagnato al piano dalla madre. La fama è ormai cresciuta al punto da fargli conquistare il 7 marzo la copertina della prestigiosa rivista settimanale Musical Courier che gli dedica un'intera pagina.
Per Gulick furono anni di attività frenetica. La sua presenza e la sua voce erano ambite in occasione di celebrazioni civili e religiose. Il 19 settembre 1901 fu invitato a cantare in occasione dei solenni funerali del presidente William McKinley. Fece anche una trionfale tournee in Europa che lo portò a esibirsi di fronte al papa Leone XIII, al re Edoardo VII d'Inghilterra e all'imperatore Guglielmo II di Germania.
Nel 1902, a 14 anni, Gulick salì agli onori delle cronache anche per un atto di eroismo, per aver salvato un uomo dall'annegamento in un canale a Long Island. During una speciale cerimonia organizzata da YMCA a Carnegie Hall il 20 gennaio 1903, la medaglia d'oro degli United States Volunteer Life Saving Corps gli fu consegnata dal celebre industriale e filantropo Andrew Carnegie. L'evento sembra abbia contribuito ad ispirare Carnegie all'istituzione nel 1904 del Carnegie Hero Fund per il conferimento della Carnegie Medal a civili distintisi in atti di eroismo.
Quando con l'adolescenza la voce di Gulick si spezzò ponendo fine alla sua carriera di voce bianca, egli continuò per qualche anno a dedicarsi allo studio della musica in Europa, ma alla fine, tornato negli Stati Uniti, entrò nel settore pubblicitario dove rimase impegnato per tutta la vita come vicepresidente della Outdoor Advertising Company, fino alla morte nel 1945.
Gulick fu la prima voce bianca solista a sfruttare pienamente i vantaggi offerti da una sapiente esposizione mediatica, ma sarà solo con lo sviluppo delle tecniche di registrazione che le voci bianche, a cominciare da Ernest Lough negli anni venti del Novecento, potranno superare i limiti della brevità delle loro carriere ed acquisire fama più ampia e duratura.